# Rodhoniá
Rodhoniá (Rodonia) är en ort i Grekland.   Den ligger i prefekturen Fthiotis och regionen Grekiska fastlandet, i den centrala delen av landet, 170 km nordväst om huvudstaden Aten. Rodhoniá ligger 88 meter över havet och antalet invånare är 256.
Terrängen runt Rodhoniá är varierad. Runt Rodhoniá är det ganska glesbefolkat, med 21 invånare per kvadratkilometer. Närmaste större samhälle är Lamia, 17,6 km öster om Rodhoniá. 